# Neocorynura centroamericana
Neocorynura centroamericana är en biart som beskrevs av Smith-pardo 2005. Neocorynura centroamericana ingår i släktet Neocorynura och familjen vägbin. Inga underarter finns listade i Catalogue of Life.